# Burmabrithes annulipes
Burmabrithes annulipes är en tvåvingeart som beskrevs av Lindner 1937. Burmabrithes annulipes ingår i släktet Burmabrithes och familjen vapenflugor.
Artens utbredningsområde är Myanmar. Inga underarter finns listade i Catalogue of Life.